# Línea 623 (Interurbanos Madrid)
La línea 623 de la red de autobuses interurbanos de Madrid une el intercambiador de Moncloa con la Urbanización Villafranca del Castillo, en Las Rozas.

## Características
Esta línea une Madrid con Las Rozas y la Urbanización Villafranca del Castillo. Algunas expediciones prolongan su recorrido a la Agencia Espacial Europea (E.S.A.), en Villanueva de la Cañada.
Circula por el carril Bus-VAO de la A-6 mientras esté abierto.
La línea no mantiene los mismos horarios todo el año, desde el 1 al 31 de agosto se reducen el número de expediciones, además de los días excepcionales vísperas de festivo y festivos de Navidad en los que los horarios también cambian y se reducen. Sólo presta servicio de lunes a viernes laborables.
Está operada por la empresa Auto Periferia mediante la concesión administrativa VCM-602 - Madrid – Las Rozas – Villanueva de la Cañada – Quijorna (Viajeros Comunidad de Madrid) del Consorcio Regional de Transportes de Madrid.

## Horarios

### 1 septiembre - 31 julio
| Lunes a viernes laborables                               |                                                          |                                                          |                                                          |                                                          |                                                          |                                                          |                                                          |                                                          |                                                          |                                                          |                                                          |                                                          |                                                          |                                                          |                                                          |                                                          |                                                          |                                                          |                                                          |                                                          |                                                          |                                                          |                                                          |                                                          |                                                          |                                                          |                                                          |                                                          |                                                          |                                                          |
| Madrid (Moncloa) > Urbanización Villafranca del Castillo | Madrid (Moncloa) > Urbanización Villafranca del Castillo | Madrid (Moncloa) > Urbanización Villafranca del Castillo | Madrid (Moncloa) > Urbanización Villafranca del Castillo | Madrid (Moncloa) > Urbanización Villafranca del Castillo | Madrid (Moncloa) > Urbanización Villafranca del Castillo | Madrid (Moncloa) > Urbanización Villafranca del Castillo | Madrid (Moncloa) > Urbanización Villafranca del Castillo | Madrid (Moncloa) > Urbanización Villafranca del Castillo | Madrid (Moncloa) > Urbanización Villafranca del Castillo | Madrid (Moncloa) > Urbanización Villafranca del Castillo | Madrid (Moncloa) > Urbanización Villafranca del Castillo | Madrid (Moncloa) > Urbanización Villafranca del Castillo | Madrid (Moncloa) > Urbanización Villafranca del Castillo | Madrid (Moncloa) > Urbanización Villafranca del Castillo | Madrid (Moncloa) > Urbanización Villafranca del Castillo | Urbanización Villafranca del Castillo > Madrid (Moncloa) | Urbanización Villafranca del Castillo > Madrid (Moncloa) | Urbanización Villafranca del Castillo > Madrid (Moncloa) | Urbanización Villafranca del Castillo > Madrid (Moncloa) | Urbanización Villafranca del Castillo > Madrid (Moncloa) | Urbanización Villafranca del Castillo > Madrid (Moncloa) | Urbanización Villafranca del Castillo > Madrid (Moncloa) | Urbanización Villafranca del Castillo > Madrid (Moncloa) | Urbanización Villafranca del Castillo > Madrid (Moncloa) | Urbanización Villafranca del Castillo > Madrid (Moncloa) | Urbanización Villafranca del Castillo > Madrid (Moncloa) | Urbanización Villafranca del Castillo > Madrid (Moncloa) | Urbanización Villafranca del Castillo > Madrid (Moncloa) | Urbanización Villafranca del Castillo > Madrid (Moncloa) | Urbanización Villafranca del Castillo > Madrid (Moncloa) |
| 07                                                       | 08                                                       | 09                                                       | 10                                                       | 11                                                       | 12                                                       | 13                                                       | 14                                                       | 15                                                       | 16                                                       | 17                                                       | 18                                                       | 19                                                       | 20                                                       | 21                                                       | 22                                                       | 07                                                       | 08                                                       | 09                                                       | 10                                                       | 11                                                       | 12                                                       | 13                                                       | 14                                                       | 15                                                       | 16                                                       | 17                                                       | 18                                                       | 19                                                       | 20                                                       | 21                                                       |
| 15                                                       | 15                                                       | 15                                                       | 20                                                       | 10                                                       | 10                                                       | 25                                                       | 15                                                       | 08                                                       | 10 50                                                    |                                                          | 10 55                                                    |                                                          | 10                                                       | 25                                                       | 20                                                       | 00                                                       | 25                                                       | 30                                                       | 15                                                       | 15                                                       | 15                                                       | 15                                                       | 15                                                       | 15                                                       | 00                                                       | 00                                                       | 00                                                       | 15                                                       | 15                                                       | 30                                                       |

### 1 - 31 agosto
| Lunes a viernes laborables                               |                                                          |                                                          |                                                          |                                                          |                                                          |                                                          |                                                          |                                                          |                                                          |                                                          |                                                          |                                                          |                                                          |                                                          |                                                          |                                                          |                                                          |                                                          |                                                          |                                                          |                                                          |                                                          |                                                          |                                                          |                                                          |                                                          |                                                          |                                                          |                                                          |                                                          |
| Madrid (Moncloa) > Urbanización Villafranca del Castillo | Madrid (Moncloa) > Urbanización Villafranca del Castillo | Madrid (Moncloa) > Urbanización Villafranca del Castillo | Madrid (Moncloa) > Urbanización Villafranca del Castillo | Madrid (Moncloa) > Urbanización Villafranca del Castillo | Madrid (Moncloa) > Urbanización Villafranca del Castillo | Madrid (Moncloa) > Urbanización Villafranca del Castillo | Madrid (Moncloa) > Urbanización Villafranca del Castillo | Madrid (Moncloa) > Urbanización Villafranca del Castillo | Madrid (Moncloa) > Urbanización Villafranca del Castillo | Madrid (Moncloa) > Urbanización Villafranca del Castillo | Madrid (Moncloa) > Urbanización Villafranca del Castillo | Madrid (Moncloa) > Urbanización Villafranca del Castillo | Madrid (Moncloa) > Urbanización Villafranca del Castillo | Madrid (Moncloa) > Urbanización Villafranca del Castillo | Madrid (Moncloa) > Urbanización Villafranca del Castillo | Urbanización Villafranca del Castillo > Madrid (Moncloa) | Urbanización Villafranca del Castillo > Madrid (Moncloa) | Urbanización Villafranca del Castillo > Madrid (Moncloa) | Urbanización Villafranca del Castillo > Madrid (Moncloa) | Urbanización Villafranca del Castillo > Madrid (Moncloa) | Urbanización Villafranca del Castillo > Madrid (Moncloa) | Urbanización Villafranca del Castillo > Madrid (Moncloa) | Urbanización Villafranca del Castillo > Madrid (Moncloa) | Urbanización Villafranca del Castillo > Madrid (Moncloa) | Urbanización Villafranca del Castillo > Madrid (Moncloa) | Urbanización Villafranca del Castillo > Madrid (Moncloa) | Urbanización Villafranca del Castillo > Madrid (Moncloa) | Urbanización Villafranca del Castillo > Madrid (Moncloa) | Urbanización Villafranca del Castillo > Madrid (Moncloa) | Urbanización Villafranca del Castillo > Madrid (Moncloa) |
| 07                                                       | 08                                                       | 09                                                       | 10                                                       | 11                                                       | 12                                                       | 13                                                       | 14                                                       | 15                                                       | 16                                                       | 17                                                       | 18                                                       | 19                                                       | 20                                                       | 21                                                       | 22                                                       | 07                                                       | 08                                                       | 09                                                       | 10                                                       | 11                                                       | 12                                                       | 13                                                       | 14                                                       | 15                                                       | 16                                                       | 17                                                       | 18                                                       | 19                                                       | 20                                                       | 21                                                       |
|                                                          | 20                                                       |                                                          | 50                                                       |                                                          |                                                          | 00                                                       |                                                          | 00                                                       |                                                          | 20                                                       |                                                          | 40                                                       |                                                          | 45                                                       |                                                          | 00                                                       |                                                          | 35                                                       |                                                          | 50                                                       |                                                          |                                                          | 05                                                       |                                                          | 20                                                       |                                                          | 35                                                       |                                                          | 50                                                       |                                                          |

## Recorrido y paradas
NOTA: Las paradas sombreadas en morado se realizan con el carril Bus-VAO abierto, mientras que las sombreadas en azul se realizan cuando circula por el lateral de la A-6.

### Sentido Las Rozas
| Código                                                                           | Zona | Municipio   | Denominación                                 | Líneas de la parada                                                                                       | Metro / Cercanías |
| -------------------------------------------------------------------------------- | ---- | ----------- | -------------------------------------------- | --- | ----------------- |
| 06002                                                                            |      | Madrid      | Intercambiador de Moncloa (dársena 6)        | 623 627                                                                                                   | Moncloa           |
| 1332                                                                             |      | Madrid      | Escuela Agronómica                           | 83 133 162 164 621 622 623 624 624A 625 627 628 629 651 652 653 654 655 656 656A 657 658                  |                   |
| 1334                                                                             |      | Madrid      | Palacio de La Moncloa                        | 83 133 162 164 621 622 623 624 624A 625 627 628 629 651 652 653 654 655 656 656A 657 658                  |                   |
| 1338                                                                             |      | Madrid      | Veterinaria                                  | 83 133 162 164 621 622 623 624 624A 625 627 628 629 651 652 653 654 655 656 656A 657 658 661 661A 662 664 |                   |
| 06026                                                                            |      | Madrid      | Av. Padre Huidobro - Urb. Casaquemada        | 621 622 623 624 624A 625 627 628 629 661 661A 662 664                                                     |                   |
| 20152                                                                            |      | Las Rozas   | Alto de las Cabañas - Camino Viejo de Madrid | 621 623 624                                                                                               |                   |
| 06098                                                                            |      | Las Rozas   | Ctra. Coruña - C.º Tomillarón                | 621 623 624 624A 626 2                                                                                    |                   |
| 11089                                                                            |      | Las Rozas   | Ctra. El Escorial - Quinta del Sol           | 621 622 623 624A 625 627 628 629 661                                                                      |                   |
| 12304                                                                            |      | Las Rozas   | Ctra. Majadahonda - Biblioteca               | 621 623 624A 1                                                                                            |                   |
| 13036                                                                            |      | Las Rozas   | Pza. Madrid - Est. Las Rozas                 | 621 622 623 624 626 1 2                                                                                   | Las Rozas         |
| 06133                                                                            |      | Las Rozas   | Av. Doctor Toledo - Colegio                  | 561 561A 561B 620 621 622 623 624 626 1 2                                                                 |                   |
| 11088                                                                            |      | Las Rozas   | Av. Constitución - Ayuntamiento              | 561 561A 561B 620 621 622 623 624 626 1 2                                                                 |                   |
| 09411                                                                            |      | Las Rozas   | Ctra. M-505 - Galicia                        | 620 623                                                                                                   |                   |
| 10469                                                                            |      | Majadahonda | Ctra. M-509 - Urb. Entreálamos               | 623 626A 627 641 642 643 FS1                                                                              |                   |
| 06180                                                                            |      | Las Rozas   | Av. Castillos - Castillo de Andrade          | 623 626 627                                                                                               |                   |
| 10586                                                                            |      | Las Rozas   | Av. Castillos - Castillo Barciense           | 623 626 627                                                                                               |                   |
| 06181                                                                            |      | Las Rozas   | Castillo Antequera - Castillo Barciense      | 623 626 627                                                                                               |                   |
| 10588                                                                            |      | Las Rozas   | Castillo Antequera - Castillo Peñafiel       | 623 626 627                                                                                               |                   |
| 10590                                                                            |      | Las Rozas   | Castillo Antequera - Universidad             | 623 626 627                                                                                               |                   |
| 06182                                                                            |      | Las Rozas   | Castillo Antequera - Colegio Internacional   | 623 626 627                                                                                               |                   |
| 06183                                                                            |      | Las Rozas   | Castillo Antequera - Castillo Malpica        | 623 626 627                                                                                               |                   |
| 11150                                                                            |      | Las Rozas   | Castillo Ponferrada - Castillo Gomar         | 623 626 627                                                                                               |                   |
| 06184                                                                            |      | Las Rozas   | Valle del Roncal - consultorio médico        | 623 626 627                                                                                               |                   |
| 19290                                                                            |      | Las Rozas   | Valle del Roncal - N.º 10                    | 623 626 627                                                                                               |                   |
| 06185                                                                            |      | Las Rozas   | Valle del Roncal - N.º 39                    | 623 626 627                                                                                               |                   |
| 09006                                                                            |      | Las Rozas   | Valle del Roncal - Colegio                   | 623 626 627                                                                                               |                   |
| 06186                                                                            |      | Las Rozas   | Valle de la Orotava - Urb. Mocha Chica       | 623 626 627                                                                                               |                   |
| 06187                                                                            |      | Las Rozas   | Piedras Vivas - Urb. Piedras Vivas           | 623 626 627                                                                                               |                   |
| 09082                                                                            |      | Las Rozas   | Valle de Esteribar - Centro Cívico           | 623 626 627                                                                                               |                   |
| 06188                                                                            |      | Las Rozas   | Valle del Roncal - consultorio médico        | 623 626 627                                                                                               |                   |
| Paradas de las expediciones con destino la urbanización Villafranca del Castillo |      |             |                                              | |                   |
| 10592                                                                            |      | Las Rozas   | Castillo Ponferrada - Castillo Atienza       | 623 |                   |
| 10593                                                                            |      | Las Rozas   | Castillo Ponferrada - N.º 34                 | 623 |                   |
| 09005                                                                            |      | Las Rozas   | Castillo Sigüenza - Castillo Cardona         | 623 |                   |
| Paradas de las expediciones con destino la Agencia Especial Europea              |      |             |                                              | |                   |
| 11151                                                                            |      | Las Rozas   | Valle de Ulzama - Valle del Tiétar           | 623 626 627                                                                                               |                   |
| 11152                                                                            |      | Las Rozas   | Ctra. M-503 - Urb. Villafranca del Castillo  | 623 626 627                                                                                               |                   |
| 20424                                                                            |      | Las Rozas   | C.º Bajo del Castillo - Ag. Espacial Europea | 623 |                   |

### Sentido Madrid
| Código                                                                          | Zona | Municipio               | Denominación                                 | Líneas de la parada                                                                                            | Metro / Cercanías |
| ------------------------------------------------------------------------------- | ---- | ----------------------- | -------------------------------------------- | --- | ----------------- |
| Paradas de las expediciones con origen la Agencia Especial Europea              |      |                         |                                              | |                   |
| 20424                                                                           |      | Las Rozas               | C.º Bajo del Castillo - Ag. Espacial Europea | 623 |                   |
| 11153                                                                           |      | Las Rozas               | Ctra. M-503 - Urb. Villafranca del Castillo  | 623 626 627 |                   |
| 11154                                                                           |      | Las Rozas               | Valle de Ulzama - Valle del Tiétar           | 623 626 627 |                   |
| Paradas de las expediciones con origen la urbanización Villafranca del Castillo |      |                         |                                              | |                   |
| 09005                                                                           |      | Las Rozas               | Castillo Sigüenza - Castillo Cardona         | 623 |                   |
| 10595                                                                           |      | Las Rozas               | Castillo Ponferrada - N.º 35                 | 623 |                   |
| 10596                                                                           |      | Las Rozas               | Castillo Ponferrada - Castillo Atienza       | 623 |                   |
| Paradas del itinerario común                                                    |      |                         |                                              | |                   |
| 06184                                                                           |      | Las Rozas               | Valle del Roncal - consultorio médico        | 623 626 627 |                   |
| 19290                                                                           |      | Las Rozas               | Valle del Roncal - N.º 10                    | 623 626 627 |                   |
| 06185                                                                           |      | Las Rozas               | Valle del Roncal - N.º 39                    | 623 626 627 |                   |
| 09006                                                                           |      | Las Rozas               | Valle del Roncal - Colegio                   | 623 626 627 |                   |
| 06186                                                                           |      | Las Rozas               | Valle de la Orotava - Urb. Mocha Chica       | 623 626 627 |                   |
| 06187                                                                           |      | Las Rozas               | Piedras Vivas - Urb. Piedras Vivas           | 623 626 627 |                   |
| 09082                                                                           |      | Las Rozas               | Valle de Esteribar - Centro Cívico           | 623 626 627 |                   |
| 06188                                                                           |      | Las Rozas               | Valle del Roncal - consultorio médico        | 623 626 627 |                   |
| 11155                                                                           |      | Las Rozas               | Castillo Ponferrada - Castillo Gomar         | 623 626 627 |                   |
| 06189                                                                           |      | Las Rozas               | Castillo Antequera - Castillo Malpica        | 623 626 627 |                   |
| 10591                                                                           |      | Las Rozas               | Castillo Antequera - Colegio Internacional   | 623 626 627 |                   |
| 10589                                                                           |      | Las Rozas               | Castillo Antequera - Universidad             | 623 626 627 |                   |
| 17971                                                                           |      | Las Rozas               | Castillo Antequera - Castillo Peñafiel       | 623 626 627 |                   |
| 18285                                                                           |      | Las Rozas               | Castillo Antequera - Castillo Barciense      | 623 626 627 |                   |
| 10587                                                                           |      | Las Rozas               | Av. Castillos - Castillo Cuéllar             | 623 626 627 |                   |
| 06192                                                                           |      | Las Rozas               | Av. Castillos - Centro Comercial             | 623 626 627 |                   |
| 06179                                                                           |      | Villanueva del Pardillo | Ctra. M-509 - Urb. Villafranca del Castillo  | 623 626 626A 627 641 642 643 FS1                                                                               |                   |
| 10470                                                                           |      | Majadahonda             | Ctra. M-509 - Urb. Entreálamos               | 623 626A 627 641 642 643 FS1                                                                                   |                   |
| 10468                                                                           |      | Las Rozas               | Ctra. M-851 - Ctra. M-505                    | 623 627 |                   |
| 18088                                                                           |      | Las Rozas               | Comunidad Madrid - Burgocentro               | 620 621 623 624 627 1 2                                                                                        |                   |
| 06145                                                                           |      | Las Rozas               | Av. Iglesia - Real                           | 561 561A 561B 620 621 622 623 624 626 1 2                                                                      |                   |
| 06146                                                                           |      | Las Rozas               | Pza. Madrid - Ctra. Coruña                   | 621 623 624 626 1 2                                                                                            | Las Rozas         |
| 06147                                                                           |      | Las Rozas               | Ctra. Majadahonda - Biblioteca               | 621 623 624 624A 1                                                                                             |                   |
| 06166                                                                           |      | Las Rozas               | Ctra. El Escorial - Quinta del Sol           | 621 622 623 624A 625 627 628 629 631 641 642 643 661                                                           |                   |
| 11090                                                                           |      | Las Rozas               | Ctra. M505 - Cerezales                       | 621 622 623 624 624A 625 627 628 629 631                                                                       |                   |
| 06170                                                                           |      | Las Rozas               | Ctra. A6 - Colonia Veracruz                  | 621 622 623 624 624A 625 627 628 629                                                                           |                   |
| 06218                                                                           |      | Las Rozas               | Ctra. A6 - Urb. Jardín de Las Avenidas       | 621 622 623 624 624A 625 627 628 629                                                                           |                   |
| 06268                                                                           |      | Madrid                  | Av. Padre Huidobro - P.º Ermita              | 621 622 623 624 624A 625 627 628 629 631 635 641 642 643 651 652 653 654 655 656 656A 657 661 661A 662 664 815 |                   |
| 4311                                                                            |      | Madrid                  | Padre Huidobro - Carretera de Castilla       | 162 621 622 623 624 624A 625 627 628 629 651 652 653 654 655 656 656A 657 658                                  |                   |
| 23                                                                              |      | Madrid                  | Filosofía B - Estadística                    | Autobuses interurbanos del Corredor 6                                                                          |                   |
| 1335                                                                            |      | Madrid                  | Palacio de La Moncloa                        | Autobuses interurbanos del Corredor 6                                                                          |                   |
| 1333                                                                            |      | Madrid                  | Escuela Agronómica                           | Autobuses interurbanos del Corredor 6                                                                          |                   |
| 06002                                                                           |      | Madrid                  | Intercambiador de Moncloa (dársena 6)        | 623 627 | Moncloa           |